# Wilmington Hammerheads
I Wilmington Hammerheads sono una società calcistica statunitense fondata nel 1996.
Gli Hammers militano nella USL Pro, terzo livello del campionato nordamericano, e giocano le gare interne al Legion Stadium di Wilmington.
Nel 2002 e nel 2003, gli Hammers hanno raggiunto la finale del campionato: nel 2002 sono stati sconfitti per 2-1 dai Long Island Rough Riders, mentre nel 2003 hanno conquistato il titolo battendo i Westchester Flames per 2-1 nei tempi supplementari.

## Rosa 2016
| N. |                        | Ruolo | Calciatore           |
| -- | ---------------------- | ----- | -------------------- |
| 1  | Canada (bandiera)      | P     | John Smits           |
| 2  | Scozia (bandiera)      | D     | Tom Parratt          |
| 3  | Stati Uniti (bandiera) | D     | Stefan Defregger     |
| 4  | Stati Uniti (bandiera) | D     | Michael Mecham       |
| 5  | Guinea (bandiera)      | D     | Mahamoudou Kaba      |
| 6  | Irlanda (bandiera)     | C     | Liam Miller          |
| 7  | Stati Uniti (bandiera) | A     | Austin Martz         |
| 8  | Stati Uniti (bandiera) | C     | Mael Corboz          |
| 9  | Inghilterra (bandiera) | A     | Matthew Barnes-Homer |
| 10 | Stati Uniti (bandiera) | C     | Justin Moose         |
| 11 | Nigeria (bandiera)     | A     | Qudus Lawal          |
| 14 | Stati Uniti (bandiera) | A     | Logan Miller         |

| N. |                         | Ruolo | Calciatore        |
| -- | ----------------------- | ----- | ----------------- |
| 15 | Stati Uniti (bandiera)  | A     | Bryce Taylor      |
| 16 | Camerun (bandiera)      | P     | Eric Ati          |
| 17 | Stati Uniti (bandiera)  | C     | William Heaney    |
| 18 | Stati Uniti (bandiera)  | D     | Peabo Doue        |
| 19 | Stati Uniti (bandiera)  | C     | Jeff Michaud      |
| 20 | Stati Uniti (bandiera)  | C     | Zev Taublieb      |
| 22 | Stati Uniti (bandiera)  | A     | Kyle Parker       |
| 23 | Brasile (bandiera)      | D     | Bruno Perone      |
| 25 | RD del Congo (bandiera) | D     | Farrety Sousa     |
| 47 | Giamaica (bandiera)     | A     | Ashani Fairclough |
| 99 | Spagna (bandiera)       | C     | Josué Currais     |

## Risultati anno per anno
| Anno | Divisione | League                | Reg. Season          | Playoff                 | Open Cup         |
| ---- | --------- | --------------------- | -------------------- | ----------------------- | ---------------- |
| 1996 | 3         | USISL Pro League      | 3° South Atlantic    | Semifinale              | Non qualificato  |
| 1997 | 3         | USISL D-3 Pro League  | 5° South Atlantic    | Non qualificato         | Non qualificato  |
| 1998 | 3         | USISL D-3 Pro League  | 6° Atlantic          | Semifinale di Divisione | Non qualificato  |
| 1999 | 3         | USL D-3 Pro League    | 2° Atlantic          | Finale di Conference    | 2º turno         |
| 2000 | 3         | USL D-3 Pro League    | 2° Southern          | Quarti di Finale        | 2º turno         |
| 2001 | 3         | USL D-3 Pro League    | 1° Southern          | Finale di Conference    | Non qualificato  |
| 2002 | 3         | USL D-3 Pro League    | 1° Southern          | Finale                  | Non qualificato  |
| 2003 | 3         | USL Pro Select League | 2° Southern          | Campione                | Quarti di Finale |
| 2004 | 3         | USL Pro Soccer League | 2° Southern          | Quarti di Finale        | 3º turno         |
| 2005 | 3         | USL Second Division   | 4°                   | Semifinale              | 3º turno         |
| 2006 | 3         | USL Second Division   | 8°                   | Non qualificato         | 4º turno         |
| 2007 | 3         | USL Second Division   | 7°                   | Non qualificato         | Non qualificato  |
| 2008 | 3         | USL Second Division   | 7°                   | Non qualificato         | Non qualificato  |
| 2009 | 3         | USL Second Division   | 1°                   | Semifinale              | Quarti di finale |
| 2010 |           | in pausa              |                      |                         |                  |
| 2011 | 3         | USL Pro               | 2ª American Division | Semifinale di Divisione | 3º turno         |

## Palmarès

### Competizioni nazionali
- United Soccer Leagues Second Division: 1

2003

### Altri piazzamenti
- United Soccer Leagues Professional Division:

Finalista: 2012